# 波奈
波奈（法語：Paulnay）是法国安德尔省的一个市镇，位于该省西部，属于勒布朗区。该市镇总面积38.48平方公里，2009年时的人口为357人。

## 人口
波奈人口变化图示